# Озброєна яхта

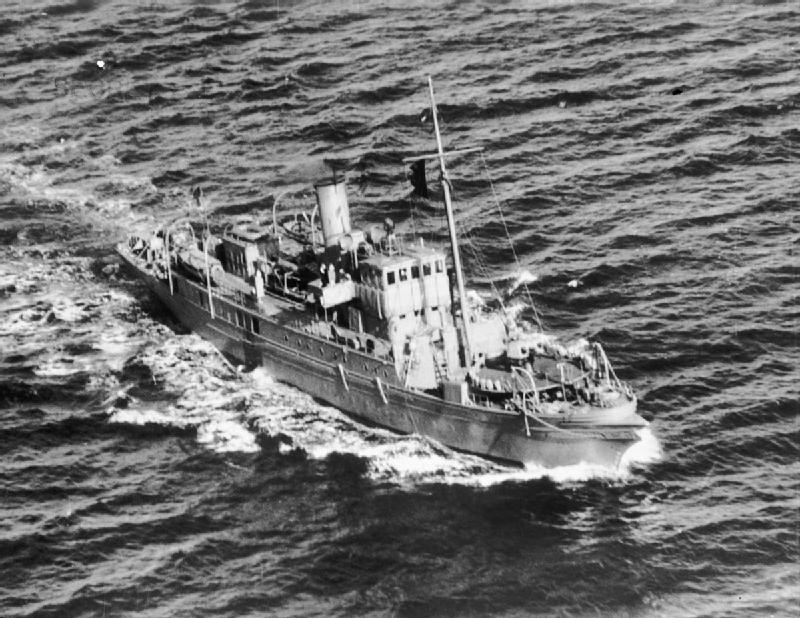
Британська протичовнова яхта HMS Tuscarora під час Другої світової війни. Вона була побудована 1897 як розкішна парова яхта.

Озброєні яхти — яхти, оснащенні зброєю та залучені для підтримки військово-морського флоту. Їх швидкість і маневреність робили яхти корисними для використання у ролі патрульних суден. У ВМС США озброєні яхти були, як правило, приватними яхтами, реквізованими для використання державою під час війни. Озброєні яхти слугували як патрульні судна під час Іспано–Американської війни і Світових війн. Крім того, озброєні яхти використовувались для супроводження конвоїв, а також для протичовнової боротьби. У Сполучених Штатах яхти викуплялись їх власників, а останнім надавалась можливість викупити свої яхти по закінченні військових дій.

## Історія

### Перша світова війна
На початку 1914 року Британське адміралтейство створило Резерв моторних човнів, у якому служили досвідчені добровольці з різноманітних яхт-клубів. Після початку війни у серпні 1914 року цей резервний підрозділ було призвано під назвою Королівський військово-морський катерний резерв  (англ. Royal Naval Motor Boat Reserve (RNMBR)), який було включено у Допоміжний патруль, а екіпажі — до складу Резерву флоту. До грудня 1914 року кожен морський район поблизу Британських островів отримав прикріплений підрозділ Допоміжного патруля, який зазвичай включав шість військових траулерів чи дрифтерів, а також одну озброєну яхту. Разом з меншими моторними човнами вони забезпечували охорону портів, знешкодження мін та протичовнове патрулювання.  Британська озброєна яхта  HMS Lorna потопила німецький U-Boot SM UB-74 глибинними бомбами поблизу узбережжя Дорсету у травні 1918 року. 

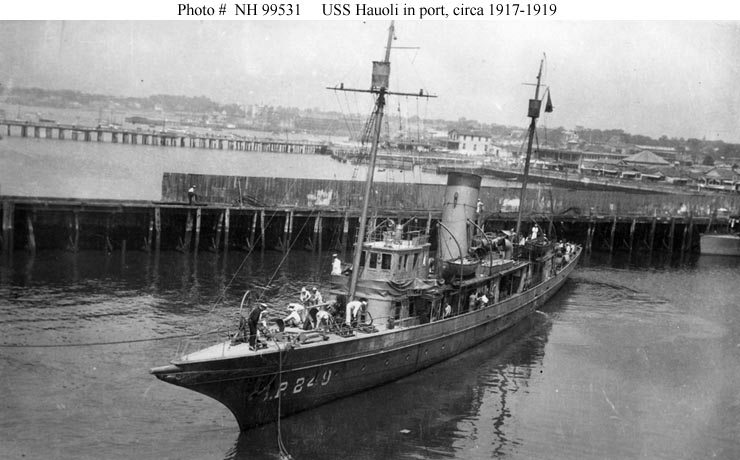
USS Hauoli (SP-249) колишня розкішна парова яхта

Після вступу США у Першу світову війну у квітні 1917 року єдиними доступними військовими кораблями для захисту американських суден від атак німецьких субмарин поблизу берегів Франції були шість озброєних яхт, які об'єднали в Патрульну ескадру США для операцій у європейських водах (англ. US Patrol Squadron Operating in European Waters). Ці яхти вступали у перестрілки з німецькими підводними човнами, коли ті спливали. Екіпажі яхт заявляли про потоплення двох субмарин глибинними бомбами, проте ці заяви не підтвердилися дослідженнями після війни.

### Друга світова війна
Впродовж Другої світової війни США використовувала невеликі судна, зокрема колишні приватні яхти, для патрулювання прибережних вод з метою попередження атак німецьких субмарин. Їх екіпажі належали до Резерву Берегової охорони (англ. Coast Guard Auxiliary). Водночас більшість із них не отримали необхідного досвіду та тренування, а також не мали належного навігаційного обладнання. Тому, хоча теоретично екіпажі яхт мали повідомляти по радіо про виявленні субмарини, на практиці вони не могли визначити, де саме побачили підводний човен.
Деякі з цих катерів були озброєнні важкими кулеметами на носі та чотирма глибинними бомбами на кормі. Втім спроба атакувати німецький підводний човен імовірно була б самогубною — скоріш за все озброєна яхта була б знищена палубною гарматою (оскільки навряд чи підводники витрачали б торпеду на таку ціль).